# Squalidus homozonus
Squalidus homozonus är en fiskart som först beskrevs av Günther, 1868.  Squalidus homozonus ingår i släktet Squalidus och familjen karpfiskar. Inga underarter finns listade i Catalogue of Life.